# Siergiejewka (rejon lgowski)
Siergiejewka (ros. Сергеевка) – wieś (ros. деревня, trb. dieriewnia) w zachodniej Rosji, w sielsowiecie kudincewskim rejonu lgowskiego w obwodzie kurskim.

## Geografia
Miejscowość położona jest nad Sejmem, 2 km od centrum administracyjnego sielsowietu (Kudincewo), 6,5 km na północny zachód od centrum administracyjnego rejonu (Lgow), 69 km na zachód od Kurska.
We wsi znajdują się ulice: Centralnaja, Dacznaja, Dubrowka i Piatichatki (169 posesji).
Klimat
Miejscowość, jak i cały rejon, znajduje się w strefie klimatu kontynentalnego z łagodnym ciepłym latem i równomiernie rozłożonymi opadami rocznymi (Dfb w klasyfikacji klimatów Köppena).

## Demografia
W 2010 r. wieś zamieszkiwały 274 osoby.